# Valdenuño Fernández
Valdenuño Fernández ist eine zentralspanische Kleinstadt und eine Gemeinde mit 332 Einwohnern (Stand: 2024) in der Provinz Guadalajara in der Autonomen Gemeinschaft Kastilien-La Mancha. 

## Geografie
Valdenuño Fernández befindet sich etwa 26 Kilometer nordwestlich von Guadalajara und etwa 50 Kilometer nordnordöstlich von Madrid in einer Höhe von ca. 845 m. Im Gemeinde befindet sich ein kleiner Flugplatz.

## Bevölkerungsentwicklung
| Bevölkerung | Bevölkerung | Bevölkerung | Bevölkerung | Bevölkerung | Bevölkerung |
| 1970        | 1981        | 1991        | 2001        | 2011        | 2021        |
| ----------- | ----------- | ----------- | ----------- | ----------- | ----------- |
| 210         | 208         | 139         | 165         | 286         | 299         |

## Sehenswürdigkeiten
- Barnabaskirche (Iglesia de San Bernabé)

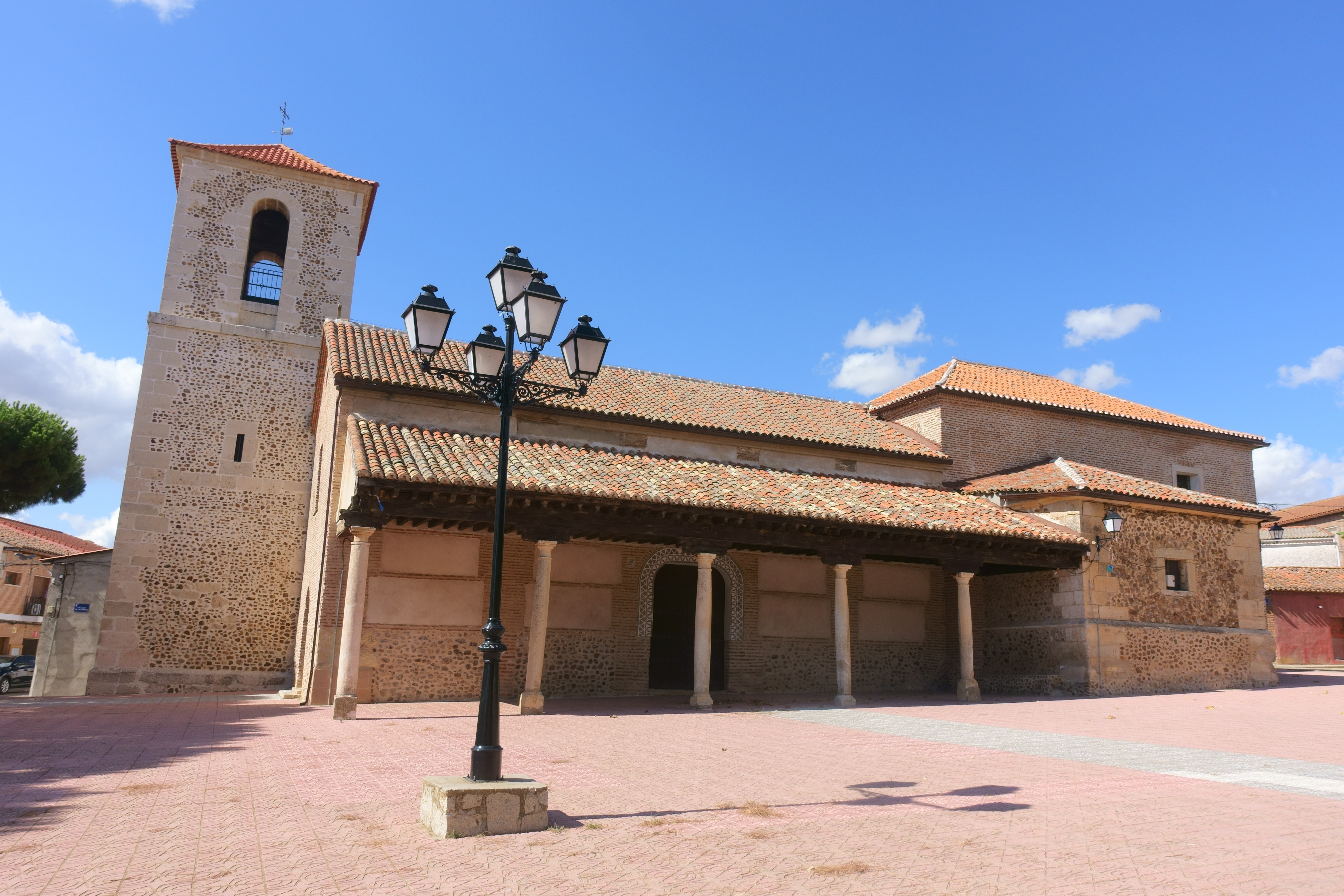
Barnabaskirche
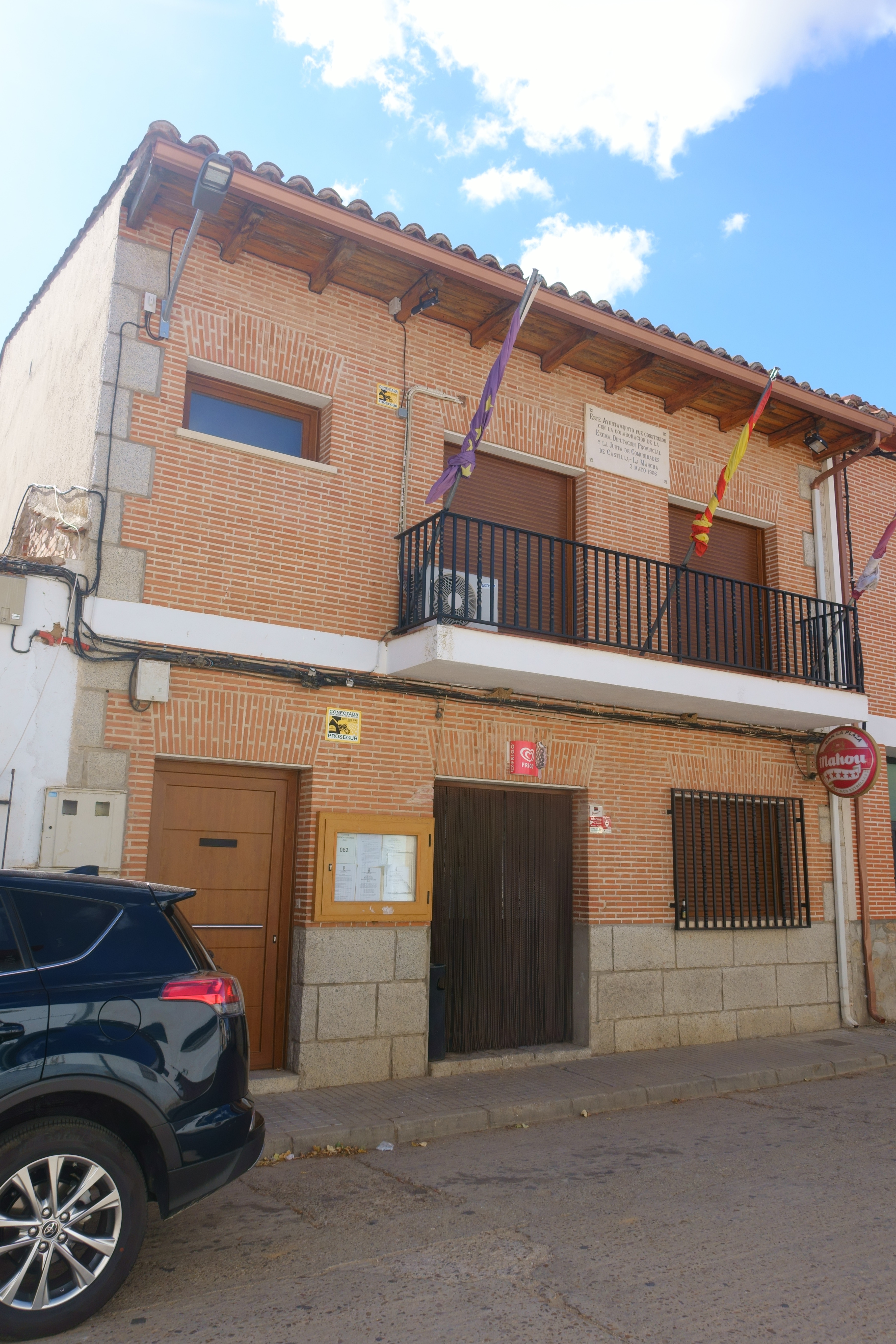
Rathaus